# Nazareth (együttes)
A  Nazareth egy skót rockegyüttes, mely a 60-as évek végén alakult. Az együttes az 1975-ös Hair of the Dog albummal szerzett magának nemzetközi hírnevet. Több rocksláger is fűződik a nevükhöz, melyek közül a Love Hurts ballada a legismertebb.

## Pályafutás
Dan McCafferty énekes, Pete Agnew basszusgitáros és Darrell Sweet dobos korábban egy Shadettes nevű együttesben játszott. A Nazareth nevet Manny Charlton gitáros csatlakozása után vették fel.
Az együttes 1970-ben költözött Londonba, ahol rögzítették a debütáló albumot. A Nazareth címet kapott lemez 1971-ben jelent meg.
A második album Exercises címmel 1972-ben jelent meg, de elődjéhez hasonlóan ez is csak mérsékelt sikereket aratott.
1972-ben a Deep Purple vendégeként játszhattak, így már nagyobb figyelem hárult rájuk. A hatás nem maradt el: az 1973-as Razamanaz albumuknak Roger Glover volt a producere. A korongról a Broken Down Angel és a Bad Bad Boy megjárta a listákat is, mely által a zenekar nemzetközi hírnévre tett szert. Még ebben az évben meg is jelent a következő Loud 'n' Proud album, melyről a  Flight Tonight című Joni Mitchell dal került a listák élére.

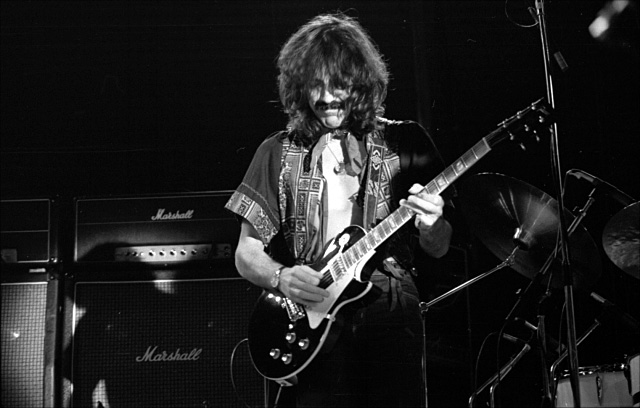
Manny Charlton gitáros 1976-ban.

Rampant címmel jelent meg a következő album 1974-ben, melyről a Shanghai'd In Shanghai bekerült a Top 40-be. 1975-ben ismét egy feldolgozással kerültek be a Top 20-ba, mégpedig a Tomorrow My White Bicycle dalával. 1975 áprilisában jelent meg a Hair of the Dog album, melyről a címadó dalt szívesen játszották a rádiók. Az amerikai kiadáson szerepelt egy The Everly Brothers feldolgozás a Love Hurts. A dal hamar a listák élére került, norvégiában például 60 hétig volt a listán.
A következő lemezeik már nem keltettek akkora feltűnést mint a Hair of the Dog. 1979-ben Zal Cleminson gitáros belépésével, már öten alkották az együttest. A Malice in Wonderland és a The Fool Circle lemezeken Cleminson dalszerzőként is aktívan részt vett. 1981-ben a Holiday kislemezzel ismét sikereket értek el, majd a Crazy (A Suitable Case for Treatment) daluk felcsendült a Heavy Metal című filmben is.
Habár az 1980-as években is készítettek albumokat, rajongótáboruk erősen megcsappant. Inkább Európában voltak népszerűek, Dream On daluk nagy sikert aratott Nyugat-Németországban. A 90-es évek elején csatlakozott hozzájuk Billy Rankin gitáros. Az 1991-es No Jive albumuk ismét egy erős zenekart mutatott. 1993-ban a Hair of the Dog dalukat feldolgozta a Guns N’ Roses az 1993-as The Spaghetti Incident? EP-jén. Ezt követően Axl Rose megkérte az együttest, hogy játszanak az esküvőjén, de a Nazareth visszautasította az ajánlatot. Rankin 1994-ben ismét kilépett.
1998-ban a Boogaloo albummal ismét sikerült meggyőzniük a rajongókat, azonban 1999-ben Darrell Sweet dobos szívroham következtében elhunyt. Őt Lee Agnew  váltotta fel, aki a basszusgitáros Pete Agnew fia. Ezt követően csak 2008-ban figyelt fel rájuk a szakma, ugyanis a The Newz albummal a kritikusokat is sikerült meggyőzniük. A lemezmegjelenés után turnéra indultak Európában.
2015-ben McCafferty egészségi okokra hivatkozva bejelentette visszavonulását. Az új frontember Carl Sentance korábban a Persian Risk, a Geezer Butler Band, és a Krokus zenekarokban énekelt. 2018-ban vele készült a  Tattooed On My Brain című album, ami a Frontiers Music gondozásában jelent meg.

## Tagok
Jelenlegi tagok
- Carl Sentance – ének (2015-napjainkig)
- Jimmy Murrison – gitár (1994–napjainkig)
- Pete Agnew – basszusgitár (1968–napjainkig)
- Lee Agnew – dob (1999–napjainkig)

Korábbi tagok
- Dan McCafferty – ének (1968-2013) (meghalt 2022-ben)
- Darrell Sweet – dob (1968–1999)
- Manny Charlton – gitár (1968–1990) (meghalt 2022-ben)
- Zal Cleminson – gitár (1978–1980)
- Billy Rankin – gitár (1981–1983, 1990–1994)
- John Locke – billentyűs hangszerek (1980–1982)
- Ronnie Leahy – billentyűs hangszerek (1994–2002)
- Linton Osborne – ének (2014–2015)

## Diszkográfia
- Nazareth (1971)
- Exercises (1972)
- Razamanaz (1973)
- Loud 'n' Proud (1973)
- Rampant (1974)
- Hair of the Dog (1975)
- Greatest Hits (1975)
- Close Enough for Rock 'n' Roll (1976)
- Hot Tracks (1976)
- Play 'n' the Game (1976)
- Expect No Mercy (1977)
- No Mean City (1979)
- Malice in Wonderland (1980)
- The Fool Circle (1981)
- Snaz (1981)
- 2XS (1982)
- Sound Elixir (1983)
- The Catch (1984)
- The Ballad Album (1985)
- Cinema (1986)
- Snakes 'n' Ladders (1989)
- The Ballad Album Vol.2 (1989)
- BBC Radio 1 Live in Concert (1991)
- No Jive (1991)
- From the Vaults (1993)
- Move Me (1994)
- Boogaloo (1998)
- Greatest Hits Volume II (1998)
- Live at the Beeb (1998)
- The Very Best of Nazareth (2001)
- Homecoming (2002)
- Back to the Trenches (2003)
- Alive and Kicking (2003)
- Maximum XS: The Essential Nazareth (2004)
- The River Sessions Live 1981 (2004)
- Live in Brazil (2007)
- The Newz (2008)
- Big Dogz (2011)
- Rock n Roll Telephone (2014)
- Tattooed On My Brain (2018)
- Surviving the Law (2022)